# Michael Buffer
Michael Buffer est un célèbre speaker américain annonçant les matchs de boxe et de catch aux États-Unis né le 2 novembre 1944. Il est apparu dans de nombreux films dans son propre rôle. Il est connu pour sa célèbre phrase : « Let's get ready to rumble! ».
Son demi-frère, Bruce Buffer, est le speaker de l'Ultimate Fighting Championship.

## Biographie
Il travaillait avec son père c'est à ce moment qu'il a découvert son aisance orale. Puis il s'est converti en speaker dans des petits matchs de catch et de boxe et a dit pour la première fois la phrase : « Let's get ready to rumble » en 1985 et son ascension a commencé jusqu'à annoncer le match de boxe de deux légendes Mayweather contre Pacquiao.

## Filmographie
- 1988 : Homeboy de Michael Seresin : l'annonceur sur le ring
- 1989 : Les Nuits de Harlem (Harlem Nights) d'Eddie Murphy : l'annonceur
- 1990 : Rocky 5 (Rocky V) de John G. Avildsen : Fight Announcer (3 rd Fight)
- 1995 : Programmé pour tuer (Virtuosity) de Brett Leonard : Emcee
- 1997 : WCW Spring Stampede (TV) : l'annonceur sur le ring
- 1998 : WCW Bash at the Beach (vidéo) : l'annonceur sur le ring
- 2000 : Ready to Rumble de Brian Robbins : l'annonceur sur le ring
- 2000 : The Extreme Adventures of Super Dave (en) (vidéo) : lui-même
- 2003 : Dickie Roberts: ex-enfant star de Sam Weisman : Lui-même
- 2003 : Maximum Surge Movie (TV) : l'annonceur du combat de boxe
- 2004 : Dans les cordes (Against the Ropes) de Charles S. Dutton : l'annonceur du combat de boxe
- 2004 : Fade to Black : le speaker
- 2005 : Entourage - Saison 2, épisode 6 : lui-même
- 2005 : The L.A. Riot Spectacular (en) de Marc Klasfeld (en) : l'annonceur du combat de boxe
- 2006 : BoxinBuddies: Knockout Juvenile Diabetes : Mik 'O Tux
- 2006 : Rocky Balboa de Sylvester Stallone : l'annonceur du combat de boxe
- 2008 : Rien que pour vos cheveux (You Don't Mess with the Zohan) de Dennis Dugan : Walbridge, le promoteur immobilier
- 2009 : 2012 de Roland Emmerich :  Boxing Announcer
- 2013 : Match retour (Grudge Match) de Peter Segal : l'annonceur du combat de boxe
- 2015 : Creed : L'Héritage de Rocky Balboa (Creed) de Ryan Coogler : lui-même
- 2018 : Creed 2 de Steven Caple Jr. : lui-même
- 2019 : Dumbo de Tim Burton : l'annonceur Baritone Bates

## Anecdotes
Il a présenté le Royal Rumble 2008.
Il participe aux Maçons du cœur en 2004.

## Jeux vidéo
1994 : Greatest Heavyweights
1999 : Ready 2 Rumble Boxing
2000 : Ready 2 Rumble Boxing: Round 2